# Приютово (Навлинский район)
Приютово — деревня в Навлинском районе Брянской области в составе Бяковского сельского поселения.

## География
Находится в восточной части Брянской области на расстоянии приблизительно 12 км на северо-восток по прямой от районного центра поселка Навля.

## История
Возникла в середине XIX века как сельцо (также Ивановское), бывшее владение Масловых. В советское время работал колхоз «Красный партизан». В 1866 году здесь (деревня Карачевского уезда Орловской губернии) учтено было 8 дворов .

## Население
Численность населения: 196 человек (1866 год), 57 (русские 96 %) в 2002 году, 43 в 2010.